# Gu Jiegang
Gu Jiegang (1893 - 1980) was een invloedrijk Chinees historicus. Hij is bekend geworden door zijn hoofdwerk, de zevendelige Gushi Bian, waarin hij de traditionele Chinese historische bronnen systematisch heeft ontdaan van niet-historische toevoegingen. Hij behoorde daarbij tot de eerste Chinese historici die gebruik heeft gemaakt van westerse onderzoeksmethoden. Gu Jiegang kwam tot de conclusie dat berichten over het tijdvak van de Drie Verhevenen en de Vijf Oerkeizers (dat wil zeggen de pre-dynastieke periode) uitsluitend latere toevoegingen waren die desondanks toch werden beschouwd als feitelijke beschrijvingen van gebeurtenissen die in die periode hadden plaatsgevonden.

## Werkwijze
Na de val van het Keizerrijk in 1912 leidde de vraag in hoeverre traditionele bronnen als het Boek der Documenten bruikbaar waren als historische bron tot een richtingenstrijd tussen Chinese historici. Er ontstond een School van het Geloof in de Oudheid (xingupai 信古派) en een door Hu Shih gestarte sceptische richting, de School van de Twijfel aan de Oudheid (yigupai 疑古派). Gu Jiegang volgde Hu Shih in zijn scepcis en behoorde zo ook tot de School van de twijfel.
Achter de traditioneel overgeleverde, maar later aangevulde geschiedenis lag volgens Gu Jiegang een substraat van mythen en legenden. Hij en zijn volgelingen wilden die traditionele historische bronnen dan ook systematisch ontdoen van die latere, niet-historische of historisch twijfelachtige toevoegingen. Dit gebeurde met behulp van een 'driehoeksmeting', elke passage werd nauwgezet en kritisch vergeleken met andere klassieke werken en vervolgens met archeologische vondsten. Men gebruikte daarbij methodes van tekstkritiek die tot dat moment slechts in het westen werden toegepast. Door deze methodische vernieuwing wordt Gu Jiegang ook wel de Leopold von Ranke van China genoemd.

## Conclusies met betrekking tot de oudste geschiedenis
Volgens Gu Jiegang kon de traditioneel overgeleverde geschiedenis van de vóór-dynastieke periode in verschillende lagen worden onderverdeeld. Algemeen gold daarbij, hoe eerder de gebeurtenis plaatsvond (zoals de regering van een oerkeizer), hoe later die voor het eerst werd opgenomen in de traditionele bronnen:
- in de oudste laag, die volgens hem stamde uit de periode 1100-771 v.Chr., de Westelijke Zhou-dynastie, begon de geschiedenis met Yu, de stichter van de Xia-dynastie.
- in een latere laag, stammend uit de periode 722-481 v.Chr. (de Periode van Lente en Herfst) werden twee heersers voor Yu geplaatst. Dat waren Yao en Shun.
- in de jongste laag, daterend uit de Han-dynastie, werden voor Yao nog twee heersers geplaatst, Zhuan Xu en de Gele Keizer.

Hij merkte op dat deze heersers volgens de bronnen in het bezit waren van bovennatuurlijke krachten. Verder leek de beschreven structuur van hof en maatschappij in het geheel niet op een samenleving uit het neolithicum, de periode waarin deze heersers zouden hebben geleefd. De beschrijving kwam veel meer overeen met die van een samenleving uit de late-Zhou en Han-tijd. De verhalen konden dan ook geen letterlijke beschrijvingen van de oertijd zijn. Veel onderdelen hadden hun oorsprong in de periode waarin de verhalen waren opgeschreven. Zij behoorden tot wat Gadamer later wirkungsgeschichtliches Bewußtsein zou noemen, interpretaties moeten steeds in een bepaalde tijd worden geplaatst. Hierdoor is de betekenis van een tekst geen vaststaand gegeven meer, maar zal telkens opnieuw moeten worden ontvouwd.

## Kritiek op de centrale positie van de Han-Chinezen in de traditionele historiografie
Uiteindelijk bekritiseerden de schrijvers van de Gushi Bian de visie dat de Chinese geschiedenis uitsluitend was gevormd en bepaald door Han-Chinezen, zonder te erkennen dat daarbij ook andere volkeren een rol hebben gespeeld. Door het benadrukken van deze diversiteit kwam men in botsing met de heersende, door Confucianistische tradities gevormde, eeuwenoude visie dat China vanaf de pre-dynastieke periode voortdurend een eenheidsstaat was geweest (of daar in periodes van verdeeldheid naar streefde) en dat niet-Chinese volkeren pas na overname van de superieur geachte Chinese cultuur een deel van dat eenheidsrijk waren geworden.